# Дзани, Анджело Винченцо
Анджело Винченцо Дзани (итал. Angelo Vincenzo Zani; род. 24 марта 1950, Пральбоино, Италия) — итальянский куриальный прелат и ватиканский сановник. Заместитель секретаря Конгрегации католического образования с 7 января 2002 по 9 ноября 2012. Титулярный архиепископ Вольтурно с 9 ноября 2012. Секретарь Конгрегации католического образования с 9 ноября 2012 по 5 июня 2022. Архивариус Ватиканского Секретного Архива и Библиотекарь Святой Римской Церкви с 26 сентября 2022 по 28 марта 2025.

## Ранние годы, образование и священство
Анджело Винченцо Дзани родился 24 марта 1950 года, в Пральбоино, провинция Брешиа, в Италии. Дзани изучал философию и богословие в семинарии Брешиа, Папском университете святого Фомы Аквинского и Папском Латеранском университете, где он был удостоен степени доктора богословия. Дзани был рукоположен в сан священника 20 сентября 1975 года и инкардинирован в епархию Брешиа. Рукополагал Дзани епископ Брешии Луиджи Морстабилини. Затем он продолжил образование в Папском Григорианском университете, где он получил лиценциат в социальных науках.

## Научная деятельность
Затем Дзани вернулся в епархию и служил в качестве вице-ректора. В 1983-1995 годах преподавал в салезианском философско-богословском институте и «социологию религии» в Богословском институте Павла VI.
Дзани помогал в создании Института религиозных исследований в Католическом университете Брешии, он преподавал курс «Преподавание религии» с 1990 года по 1995 год. С 1981 года по 1995 год Дзани занимал пост директора епархиального пастырского управления, а также был секретарём Совета и нёс священническое служение, как глава школы. За эти годы Зани был также директором по пастырскому окормлению школ епископской конференции Ломбардии. С 1995 года по 2002 год Дзани был назначен директором Национального бюро по вопросам образования, школ и университетов итальянской епископской конференции.

## Работа в Конгрегации католического образования
В январе 2002 года Дзани был назначен заместителем секретаря Конгрегации католического образования. 9 ноября 2012 года Дзани был назначен секретарём Конгрегации католического образования и в тот же день возведён в сан титулярного архиепископа Вольтурно Папой Бенедиктом XVI.
Дзани был рукоположен в сан епископа 6 января 2013 года вместе с Георгом Генсвайном, Николя Тевененом и Фортунатусом Нвачукву, ординацию возглавил лично Папа Бенедикт XVI, которому помогали соконсекраторы — государственный секретарь Святого Престола кардинал Тарчизио Бертоне и префект Конгрегации католического образования кардинал Зенон Грохолевский.

## Библиотекарь Святой Римской Церкви
26 сентября 2022 года Папа Франциск назначил архиепископа Анджело Винченцо Дзани Архивариусом Ватиканского Апостольского Архива и Библиотекарем Святой Римской Церкви.